# Trường Hà
Trường Hà là một xã thuộc tỉnh Cao Bằng, Việt Nam.

## Địa lý
Xã Trường Hà nằm ở phía bắc huyện Hà Quảng, có vị trí địa lý:
- Phía đông giáp thị trấn Xuân Hòa và xã Lũng Nặm
- Phía tây giáp Trung Quốc và xã Sóc Hà
- Phía nam giáp xã Quý Quân
- Phía bắc giáp Trung Quốc.

Xã Trường Hà có diện tích 48,84 km², dân số năm 2019 là 3.061 người, mật độ dân số đạt 63 người/km².
Trên địa bàn xã Trường Hà có các ngọn núi như: Đán Rược, Lũng Giảo, Đông Liêu, Bà Tài, Cốc Chủ, Khiếu Tiên, Lũng Mò, Là Mã, Lũng Sường, Mạy Đăm, Phia Vẻn, Phia Oai, lũng Cát, lũng Thua Háo, Phia Cang, Phia Đeng, Xưa Thai cùng thung lũng Thong Ma; có hai dãy núi Lũng Dù và Nà Mạ; một số ngọn đồi như Cốc Lùng, Nà Lẹng, Nà Lẹng Nưa.
Ngoài suối Lê Nin, trên địa bàn xã Trường Hà còn có suối Bản Hoàng, suối Khuổi Hoong, suối Nà Lẹng, suối Khuổi Miêu và suối Khuổi Rỉnh. Thủy điện Bản Hoàng được xây dựng trên dòng suối cùng tên.
Tỉnh lộ 203 chạy dọc từ phía nam lên phía bắc của xã, đến khu di tích Pác Bó và biên giới với Trung Quốc, tỉnh lộ Đôn Chương - Sóc Hà cũng chạy qua địa bàn xã.

## Hành chính
Xã Trường Hà được chia thành 9 xóm: Bản Hoàng, Bản Hoong, Cốc Sâu, Hòa Mục, Hồng Việt, Lũng Loỏng, Mã Lịp, Nà Mạ, Pác Bó.

## Lịch sử
Địa bàn xã Trường Hà hiện nay trước đây vốn là hai xã Nà Sác và Trường Hà thuộc huyện Hà Quảng.
Ngày 9 tháng 9 năm 2019, Hội đồng Nhân dân tỉnh Cao Bằng ban hành Nghị quyết số 27/NQ-HĐND về việc sáp nhập một số xóm thuộc hai xã Nà Sác và Trường Hà.
Trước khi sáp nhập, xã Trường Hà có diện tích 29,14 km², dân số là 1.608 người, mật độ dân số đạt 55 người/km², có 4 xóm: Bản Hoàng, Bản Hoong, Nà Mạ, Pác Bó. Xã Nà Sác có diện tích 19,70 km², dân số là 1.453 người, mật độ dân số đạt 74 người/km², có 5 xóm: Cốc Sâu, Hòa Mục, Hồng Việt, Lũng Loỏng, Mã Lịp.
Ngày 10 tháng 1 năm 2020, Ủy ban Thường vụ Quốc hội ban hành Nghị quyết số 864/NQ-UBTVQH14 về việc sắp xếp các đơn vị hành chính cấp huyện, cấp xã thuộc tỉnh Cao Bằng (nghị quyết có hiệu lực từ ngày 1 tháng 2 năm 2020). Theo đó, sáp nhập toàn bộ diện tích và dân số của xã Nà Sác vào xã Trường Hà.

## Di tích
Trên địa bàn xã Trường Hà có khu di tích Pác Bó ở gần biên giới với Trung Quốc.
Ngoài ra, tại xã Trường Hà có mộ Kim Đồng (Nông Văn Dền).
Xã còn có một số di tích lịch sử khác như hang Phia Nọi, Ngàm Giảo và Lũng Cát.